# پینکو
پینکو (انگلیسی: Pinko) شرکت پوشاک ایتالیایی است، که در سال ۱۹۸۶ تأسیس شد.